# Neohelix divesta
Neohelix divesta är en snäckart som först beskrevs av Gould 1848.  Neohelix divesta ingår i släktet Neohelix och familjen Polygyridae. Inga underarter finns listade i Catalogue of Life.